# Mathilde Fraiquin
Mathilde Marie Adrienne Joséphine Fraiquin, née à Molenbeek-Saint-Jean le 19 mars 1836 et morte le 4 mai 1917, est une pianiste et compositrice belge.

## Biographie
On lui doit plus d'une centaine de compositions qui comprennent des musiques de chansons, des pièces pour piano, de la musique de scène et des danses (valses, polkas, mazurkas...). 
Elle épouse en 1876 Jules Auguste Leprévost.